# Aspy Bay (zatoka)
Aspy Bay – zatoka (ang. bay) Oceanu Atlantyckiego w kanadyjskiej prowincji Nowa Szkocja, w hrabstwie Victoria; nazwa urzędowo zatwierdzona 2 listopada 1937.